# 秦亚青
秦亚青（1953年10月—），山东淄博人，中国国际关系学家，前外交学院院长，現为山東大學講座教授、中国外交部外交政策咨询委员会委员、中国国际关系学会副会长。。
秦亚青是第一位将国际关系领域的建构主义流派引入中国的学者，並為國際關係理論「中國學派」(Chinese School of IR)的代表學者，以開創基於社會學理論的「關係學派」(relationalism)著稱。
秦亚青同时担任外交部外交政策咨询委员会委员，中国国际关系学会副会长，东盟10+3东亚思想库网络中国国家协调员。

## 生平
秦亚青1982年毕业于山东师范大学外语系，随后在北京外国语大学接受高翻培训，于1994年取得美国密苏里大学政治学博士。
1984年起，秦亚青开始在外交学院任教，研究国际关系理论与英语高级翻译，历任英语系副主任、主任、院长助理、副院长、党委书记。2014年，秦亚青接替赵进军，担任外交学院院长。秦亚青是历任外交学院院长当中，第一位非中国外交官出身的院长。